# Mario Bardi
Mario Bardi (Palermo, 7 de dezembro de 1922 — Milão, 8 de setembro de 1998) foi um pintor italiano. Estudou na Academia de Belas-Artes.

## Biografia
Bardi era um pintor italiano realista. Ele nasceu em Palermo, na ilha mediterrânea da Sicília, no sul da Itália, em janeiro de 1922.
Em 1947, iniciou seus estudos em engenharia na Academia de Belas Artes de Palermo, onde se formou em 1951. No mesmo ano, ele se mudou para Aosta, em Val d'Aosta, no noroeste da Itália. Mario se mudou para Milão, em Lombardia no norte da Itália, no início da década de 1960. O pintor ganhou o Prêmio Suzzara em 1963 e Premio Tettamanti em 1964 e novamente em 1966.
Mario Bardi morreu em Milão no dia 7 de setembro de 1998, devido a um Acidente Vascular Cerebral.
O escritor siciliano Leonardo Sciascia escreveu sobre Bardi: "não há nada em sua pintura que a Sicília não pode explicar".

## Museus
- Museo del Novecento do Milão, Repressione (Milano 1898)
- Galleria d'arte moderna di Palermo Sant'Anna
- MAGA Museo Arte Gallarate do Varese, Metamorfosi: deformazione meccaninca di un fiore
- Galleria Civica d'Arte Moderna e Contemporanea, Santhià
- Museo di Bagheria, Palerme[6]
- Galleria d'Arte Moderna all'Aperto Bondarte, Mezzana Mortigliengo[7]

## Estilo
Mario Bardi olha a pintura não apenas como uma realidade do homem, mas também como uma qualidade de sua consciência. Ele pintou as coisas, os gestos, as memórias que nos cercam, o calor de antigas lendas e valores ainda verdadeiros, mas também as salas de poder, os jardins de amantes, os gestos e os corpos da vida cotidiana. O encanto sensual de suas imagens, o puro sentimento poético que os percorre, vem da verdade substancial de seu modo agudo de olhar o mundo. Nas obras da coleção "Paisagem" de 1964 e "Paisagem siciliana" de 1970, a cor sugere perspectivas e profundidade, revelando as ansiedades de uma Sicília atormentada por eventos e calamidades.